# Go West, Young Man
Go West, Young Man è un film muto del 1918 diretto da Harry Beaumont.

## Trama
Dopo essere stato accusato dal padre Amos di non essere altro che un fannullone, Dick Latham lascia l'Est per andare a fare fortuna nel West. Arrivato nella cittadina mineraria di Twin Bridges, trova lavoro come sceriffo, carica che ottiene da Hugh Godson, il boss locale il quale pensa che il ricco e inesperto giovanotto sarà da lui facilmente manipolabile. Dick, invece, si mette d'impegno per ripulire la città, chiudendo i locali poco raccomandabili e spingendo i minatori a frequentare la chiesa.
Nomina suo vice Rosa Crimmins, il cui padre - vecchio e malato - è preso di mira da Godson, che vuole impossessarsi del suo ranch, ricco di giacimenti d'oro. Dick, venuto a sapere che nell'albergo della cittadina si trovano alcuni ricchi uomini arrivati dall'Est che stanno giocando d'azzardo, fa irruzione arrestandoli tutti, senza tener conto che uno di loro è Amos. Il padre, orgoglioso di come si sta comportando Dick, decide di comperare lui il ranch dei Crimmins, felice anche di benedire l'unione del figlio con Rosa.

## Produzione
Il film fu prodotto dalla Goldwyn Pictures Corporation.

## Distribuzione
Distribuito dalla Goldwyn Distributing Company e presentato da Samuel Goldwyn, il film uscì nelle sale cinematografiche USA il 2 febbraio 1918 o il 29 dicembre 1918.
Il copyright del film, richiesto dalla Goldwyn Pictures Corp., fu registrato il 20 dicembre 1918 con il numero LP13177.
In Danimarca, fu distribuito con il titolo Overfaldet paa Town Bridge Farmen.